# Ryoo Chang-kil
Ryoo Chang-kil (* 5. November 1940) ist ein ehemaliger nordkoreanischer Fußballspieler. Er wurde als Stürmer eingesetzt und stand im Kader der nordkoreanischen Mannschaft bei der Weltmeisterschaft 1966 in England, wo er die Trikotnummer 20 trug. In seiner Heimat soll er zudem noch beim Kigwancha Sports Club aktiv gewesen sein.